# Pasquale Colucci

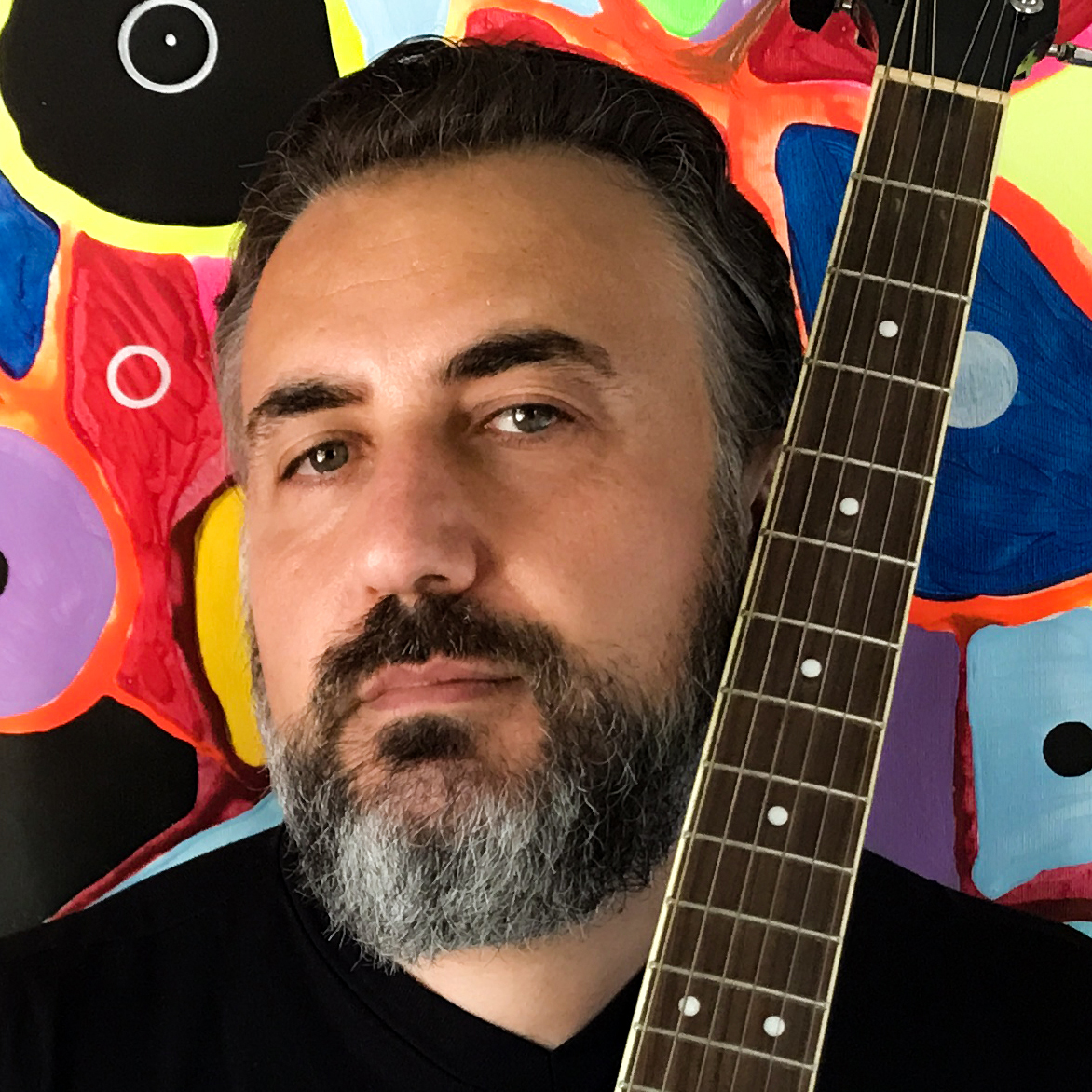
Pasquale Colucci - Art in Music

Pasquale Colucci (Cosenza, 23 settembre 1975) è un pittore, chitarrista e compositore italiano.

## Biografia
Cresciuto ad Oriolo, Pasquale Colucci sin da piccolo spazia tra diverse forme creative: disegno, pittura e musica. In quest'ultima, segue le orme del padre, che suonava il corno francese, suonando sin da piccolo anche le percussioni (rullante e timpani) e facendo parte della banda Città di Oriolo dove resta per sei anni fino al diploma di maturità, facendo oltre 40 date in ogni periodo estivo, per lo più tra Basilicata e Calabria, mentre l'incontro con la chitarra avviene durante l'adolescenza, continuando sempre a sviluppare la pittura.

### Formazione
Successivamente al diploma di maturità come analista contabile, si trasferisce a Milano dove completa a pieni voti nel 1998 il percorso formativo in chitarra jazz nella scuola di musica moderna CPM Music Institute frequentando diverse materie tra cui armonia avanzata. Ha studiato con diversi professionisti tra cui Bebo Ferra, Danilo Minotti, Roberto Cipelli, Donato Begotti, Pete La Pietra, Nicoletta Caselli, Demo Morselli, Diego Michelon, Dino D’Autorio, Thierry Zins, Gabriele Fersini, Gigi Cifarelli e altri, facendo contemporaneamente diverse esperienze lavorative, percorsi di computer grafica ed uno stage in Mediaset sul finire degli anni Novanta. Ha inoltre studiato home recording con l'amico Patrick Djivas, produttore e bassista della  Premiata Forneria Marconi (P.F.M.), tuttora supervisore delle musiche di Art in Music, composte da Colucci "il dipinto è l'immagine della sua musica e la musica è il suono del suo dipinto, diventando due opere imprescindibili che nascono e vivono insieme". All'aprile 1994 risale il suo primo testo, iniziando così la produzione di canzoni e poesie: i suoi testi vengono interpretati dalle prime band di cui fece parte, mentre nel 1999 inizia a produrre musica propria, utilizzando la tecnica di registrazione come opera d'arte. Perfeziona la sua abilità innata di disegno e pittura studiando e frequentando per diversi anni maestri e botteghe d'arte soprattutto in Puglia.

### Produzione artistica
Dopo i sette anni a Milano, torna al sud vivendo tra Oriolo e Bari ed inizia un'intensa produzione che comprende opere pittoriche, musicali, fotografiche e di web design, sviluppa dopo anni di ricerca il suo personale stile pittorico, slegato dagli insegnamenti accademici, corroborato dal contemporaneo e denso periodo di viaggi all'estero, durante i quali visita i principali musei d'arte. Dopo intensi anni di collettive, il 2010 vede l'esordio delle mostre personali: in pochi anni arriva ad esporre le sue opere Art in Music in molte altre città anche estere, in mostre personali e collettive tra cui in quest'ultime, quelle curate da Vittorio Sgarbi a New York, Miami e Londra. Nel 2019 realizza del materiale multimediale a cura di Giovanni De Santis, direttore culturale del Centro Internazionale Antinoo per l’Arte "Marguerite Yourcenar" a Roma.

## Opere pubbliche
Opere di Colucci sono presenti in enti ed archivi pubblici, quali la Biblioteca Nazionale di Cosenza, la Pinacoteca Corrado Giaquinto di Bari, Museo di Palazzo Cipolla a Roma e la Raccolta d'arte del Centro Civico di Pontelagoscuro ed in collezioni private italiane e straniere.

## Principali esposizioni
Dal 1996 partecipa a diverse estemporanee ed espone in numerose collettive principalmente a Milano e nella provincia di Cosenza, tra cui Oriolo e Trebisacce.
- Oriolo, centro storico, da dicembre 2010 ad aprile 2011, mostra personale
- Ferrara, Sala Nemesio Orsatti, 5-20 marzo 2011, mostra personale
- Firenze, San Sebastiano nell'arte contemporanea, Galleria Benvenuti, 7-23 aprile 2011, mostra collettiva
- Giovinazzo, Sala San Felice, 5-10 settembre 2011, mostra personale
- Giovinazzo, Sala San Felice, 7 agosto - 2 settembre 2012, mostra personale
- Giovinazzo, Premio Nazionale Natiolum, dicembre 2013
- Giovinazzo, Sala San Felice, 12-18 agosto 2013, mostra personale
- Ferrara, Sala Nemesio Orsatti, 21 settembre - 6 ottobre 2013, mostra personale
- Oriolo, Feste Patronali, 16-26 aprile 2014, mostra personale
- Lido di Classe, Arena del Sole, 4-21 agosto 2014, mostra personale
- Oriolo, via Roma n. 72, 8-17 agosto 2014, mostra personale
- Giovinazzo, Sala Bastione, 2-13 agosto 2014, mostra collettiva promossa da AM Art Gallery
- Giovinazzo, Premio Nazionale Natiolum, dicembre 2014
- Giovinazzo, Sala Bastione, 1-11 agosto 2015, mostra collettiva promossa da AM Art Gallery
- Venezia, Premio Biennale per le Arti Visive, Leone dei Dogi, luglio 2015
- Reggio Emilia, Immagina Arte, fiera d’arte, 26-28 settembre 2015
- Cesenatico, Galleria ArtExpò, I colori d'autunno, mostra collettiva, 30 settembre - 15 dicembre 2015
- Bologna, Atelier il Bagatto, 9 maggio - 2 luglio 2015, mostra personale
- Monte Carlo, Oscar dell'Arte, ottobre 2015
- Lido di Classe, Hotel Sorriso, 18 giugno - 10 settembre 2015, mostra personale
- Lido di Classe, Arena del Sole, 18 luglio - 2 ottobre 2015, mostra personale
- Forlì, Contemporanea Arte in fiera, 6-8 novembre 2015
- Edimburgo, The best modern and contemporary artists, The Dundas Street Gallery, 4 novembre 2015
- Miami, Hotel Victor, a cura di Vittorio Sgarbi, 30 novembre - 4 dicembre 2016, mostra collettiva
- Oriolo, Feste Patronali, via Roma n. 146, 21-25 aprile 2016, mostra personale
- Londra, The Crypt Gallery, a cura di Vittorio Sgarbi, 31 maggio - 6 giugno 2016, mostra collettiva
- Lido di Classe, Hotel Krone, 14 luglio - 2 ottobre 2016, mostra personale
- Oriolo, via Roma n. 146, 8-10 agosto 2016, mostra personale
- New York, Hotel Michelangelo, a cura di Vittorio Sgarbi, 18 marzo 2017, mostra collettiva
- Oriolo, Feste Patronali, via Roma n. 110, 21-25 aprile 2017, mostra personale
- Cosenza, MiBACT Biblioteca Nazionale, 18-30 giugno 2018, mostra antologica personale
- Matera,  La Lopa, 7 giugno - 7 luglio 2018, mostra personale
- Lido di Classe, Arena del Sole, 23 luglio - 31 agosto 2018, mostra personale
- Manfredonia, Galleria Hub Progetti Futuri, 15-22 luglio 2018, mostra personale
- Giovinazzo, Sala San Felice, 12-18 agosto 2018, mostra personale
- Matera 2019 Capitale Europea della Cultura, Museo MUV, 23-24 marzo 2019, mostra personale
- Manfredonia, Galleria Hub Progetti Futuri, 2-9 maggio 2019, mostra personale
- Lido di Classe, Arena del Sole, 15 luglio - 5 settembre 2019, mostra personale
- Oriolo, Palazzo Giannettasio, Museo MUDAM Casa della Cultura, dal 3 agosto 2019, mostra personale permanente
- Ferrara, Sala Nemesio Orsatti, Fetonte & dintorni, 19 ottobre - 10 novembre con proroga, mostra collettiva
- Bari, Palazzo della Provincia, Pinacoteca, Sala Colonnato, 18 ottobre - 22 novembre 2019, mostra personale
- Lido di Classe, Arena del Sole, 1 luglio - 31 agosto 2021, mostra personale
- Oriolo, Palazzo Giannettasio, Museo MUDAM Casa della Cultura, mostra personale permanente
- Parigi, Galleria Thuillier, (13, Rue de Thorigny, Paris), dall’1 al 20 maggio 2021, mostra collettiva

## Principali riconoscimenti
- Premio Paris, Galleria Thuillier, Parigi (Francia), 3 maggio 2021
- Selezione di merito, Premio Nazionale Natiolum, AM art gallery, XII^ edizione, Giovinazzo, dicembre 2013
- Selezione di merito, Premio Nazionale Natiolum, AM art gallery, XIII^ edizione, Giovinazzo, dicembre 2014
- Premio Biennale Leone dei Dogi Venezia, Biennale delle arti visive, Venezia, luglio 2015
- Oscar dell'Arte, Montecarlo (Principato di Monaco), ottobre 2015
- Certificato di merito artistico, Arte in città, I^ edizione, Giovinazzo, giugno 2018